# Andrew D. Huberman
Andrew D. Huberman, född 26 september 1975 i Palo Alto i Kalifornien, är en amerikansk hjärnforskare och lektor vid Stanford University.
Huberman tilldelades McKnight Foundation Neuroscience Scholar Award (2013), och Biomedical Scholar Award från Pew Charitable Trusts. Han fick 2017 års ARVO Cogan Award för sina bidrag till synvetenskap och ansträngningar för att återskapa det visuella systemet och bota blindhet.

## Biografi
Huberman tog kandidatexamen 1998 vid University of California, Santa Barbara, masterexamen 2000 vid University of California, Berkley och doktorsexamen i neurovetenskap 2004 vid University of California, Davis.

## Utmärkelser
- McKnight Foundation Scholar[6]
- Pew Biomedical Scholar
- Catalyst for a Cure Team Member[7]
- ARVO Cogan Award for Contributions to Vision Science and Ophtalmology[8][9]